# Newtype
La Newtype (ニュータイプ, Nyūtaipu) és una revista d'anime i manga. És publicat originalment Japó per Kadokawa Shoten i fins al febrer 2008 va tenir una versió americana anomenada Newtype USA.
Inclou continguts traduïts directament de japonès i també material original de l'edició USA. El contingut inclou anime, manga, música, videojocs, les revisions de figures d'acció, entrevistes de director, els perfils d'artista, i les columnes regulars per experts d'indústria, entrevistes a directors, i perfils dels mangakes. Newtype USA inclou també regals, com ara pòsters, postals, publicació de mangues, i una addició de DVD. Newtype USA era publicat per A.D. Vision, la societat matriu editora de pel·lícules d'anime, pare de la companyia distribuïdora d'anime ADV Films. La primera edició de Newtype USA va ser publicada el novembre de 2002. Existeixen altres publicacions germanes anomenades Newtype Hero i Newtype the Live que s'especialitzen en tokusatsu (efectes visuals).

## Mangues que han sigut publicats per entregues per la Newtype
- Full Metal Panic!
- Angel/Dust
- Chrono Crusade
- Lagoon Engine Einsatz
- Neon Genesis Evangelion: The Iron Maiden Second
- The Aoi House 4-koma
- Angel/Dust Neo.